# Blacus nixoni
Blacus nixoni är en stekelart som beskrevs av Haeselbarth 1973. Blacus nixoni ingår i släktet Blacus och familjen bracksteklar. Inga underarter finns listade.